# Панкевич, Анастасий
Анаста́сий Панке́вич (пол. Anastazy Pankiewicz OFM; 9 июля 1882, Нагоряни, Львовское воеводство — 20 мая 1942, Дахау, Бавария) — блаженный Римско-католической церкви, францисканец, мученик. Входит в число 108 блаженных польских мучеников, беатифицированных римским папой Иоанном Павлом II во время его посещения Варшавы 13 июня 1999 года.

## Биография
В 1899 году окончил гимназию. В 1900 году вступил в монашеский орден бернардинцов. В 1906 году был рукоположён в сан священника. Теологическое обучение закончил в монастыре города Величке, после чего занимался во Влоцлавке духовной опекой над вступившими в новициат. С 1932 по 1939 год с помощью спонсоров построил здание монастыря в Лодзи.
6 октября 1941 года, во время массового ареста священнослужителей в Лодзи, был арестован немецкими оккупационными властями. 30 октября 1941 года был доставлен в концентрационный лагерь Дахау, где погиб в газовой камере 20 мая 1942 года.

## Прославление
13 июня 1999 года был беатифицирован римским папой Иоанном Павлом II вместе с другими польскими мучениками Второй мировой войны.
День памяти — 12 июня.